# لويس ميدينا
لويس ميدينا (بالإنجليزية: Luis Medina)‏ هو لاعب كرة قاعدة أمريكي، ولد في 26 مارس 1963 في سانتا مونيكا في الولايات المتحدة.

## وصلات خارجية
- لويس ميدينا على موقع الدوري الياباني لكرة القاعدة (الإنجليزية)
- لويس ميدينا على موقعبيزبول رفرنس.كوم (الدوري الرئيسي) (الإنجليزية)
- لويس ميدينا على موقع مشجعي الرسوم البيانية (الإنجليزية)